# Wielkopolska Biblioteka Cyfrowa
Wielkopolska Biblioteka Cyfrowa (WBC) – pierwsza w Polsce biblioteka cyfrowa, która udostępnia zbiory bibliotek i instytucji z Wielkopolski, przede wszystkim dotyczących tego regionu.
Została uruchomiona w 2002 roku. 

## Współtwórcy
Współtwórcami i uczestnikami Wielkopolskiej Biblioteki Cyfrowej są biblioteki naukowe i publiczne Poznania m.in:
- Biblioteka Uniwersytetu Adama Mickiewicza
- Biblioteka Raczyńskich
- Biblioteka Kórnicka PAN
- Biblioteka Poznańskiego Towarzystwa Przyjaciół Nauk
- Archiwum Państwowe w Poznaniu
- Akademia Muzyczna w Poznaniu
- Wojewódzka Biblioteka Publiczna i Centrum Animacji Kultury
- Biblioteka Główna Uniwersytetu Medycznego w Poznaniu
- Wydawnictwo Miejskie Posnania
- Biblioteka Publiczna im. Stefana Rowińskiego w Ostrowie Wielkopolskim

## Zasoby
Głównie znajdują się tam 4 typy zasobów: 
- zasoby edukacyjne (skrypty, podręczniki, i monografie naukowe)
- zasób dziedzictwa kulturowego (wybrane zabytki piśmiennictwa znajdujące się w bibliotekach poznańskich)
- regionalia (piśmiennictwo dotyczące Poznania i Wielkopolski)
- muzykalia (nuty i piśmiennictwo związane z muzyką)[2]

W skład zasobów WBC wchodzi na dzień dzisiejszy około 400 000 obiektów cyfrowych.